# Województwo wrocławskie (1975–1998)
Województwo wrocławskie – województwo ze stolicą we Wrocławiu, jedno z 49 istniejących w latach 1975–1998. Graniczyło z województwami: legnickim, wałbrzyskim, opolskim, leszczyńskim i kaliskim. Po reformie cały jego obszar znalazł się w granicach województwa dolnośląskiego.

## Urzędy Rejonowe

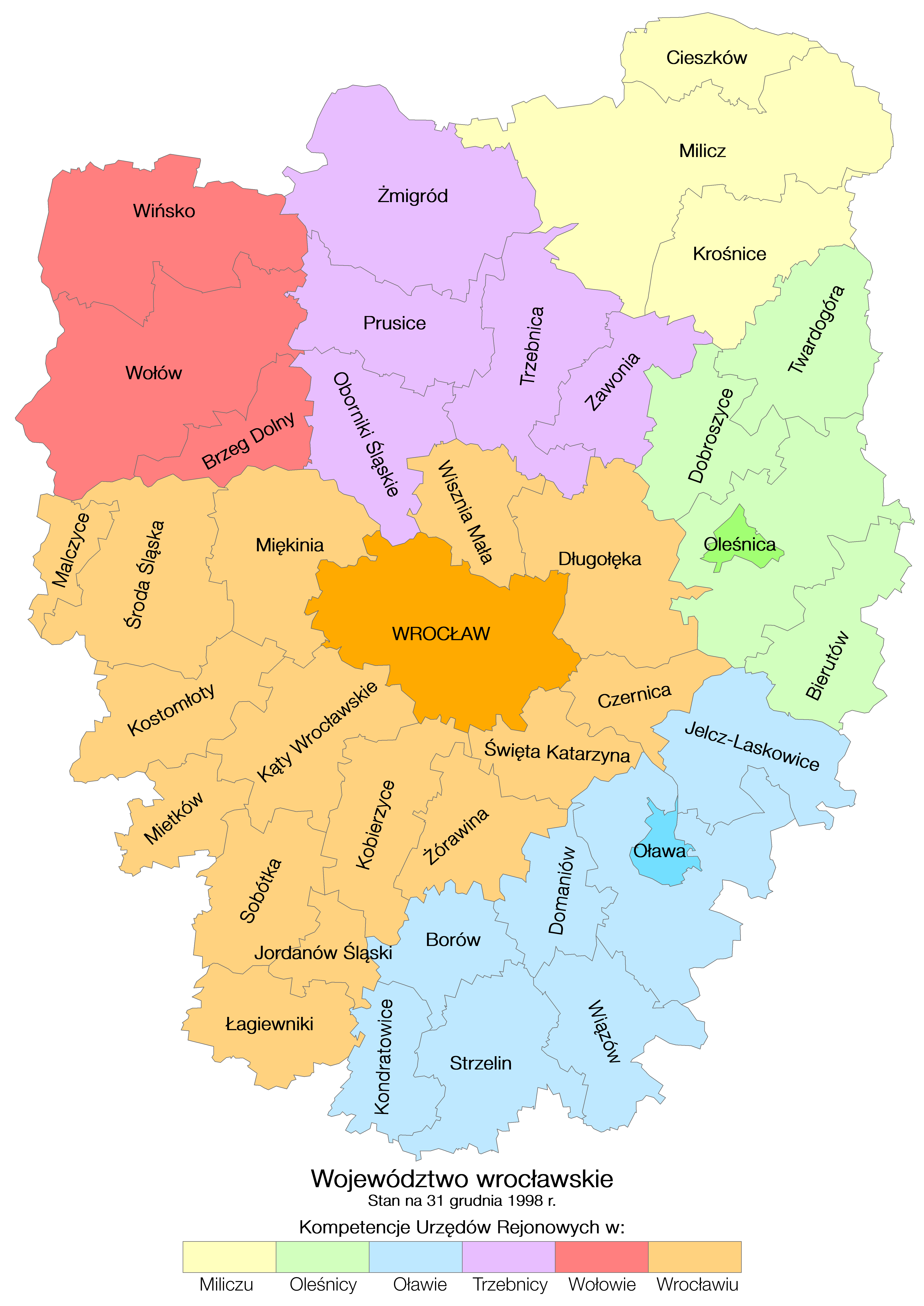
Mapa województwa w ostatnim dniu jego istnienia z podziałem na gminy

Odznaka „Zasłużony dla Województwa Wrocławskiego i Miasta Wrocławia”

- Urząd Rejonowy w Miliczu dla gmin: Cieszków, Krośnice i Milicz
- Urząd Rejonowy w Oleśnicy dla gmin: Bierutów, Dobroszyce, Oleśnica i Twardogóra oraz miasta Oleśnica
- Urząd Rejonowy w Oławie dla gmin: Borów, Domaniów, Jelcz-Laskowice, Kondratowice, Oława, Strzelin i Wiązów oraz miasta Oława
- Urząd Rejonowy w Trzebnicy dla gmin: Oborniki Śląskie, Prusice, Trzebnica, Zawonia i Żmigród
- Urząd Rejonowy w Wołowie dla gmin: Brzeg Dolny, Wińsko i Wołów
- Urząd Rejonowy we Wrocławiu dla gmin: Czernica, Długołęka, Jordanów Śląski, Kąty Wrocławskie, Kobierzyce, Kostomłoty, Łagiewniki, Malczyce, Mietków, Miękinia, Sobótka, Środa Śląska, Święta Katarzyna, Wisznia Mała i Żórawina oraz miasta Wrocław

## Wojewodowie wrocławscy
| Lp. | Wojewoda             | Okres urzędowania | Okres urzędowania | Przynależność polityczna                                        |
| Lp. | Wojewoda             | od                | do                | Przynależność polityczna                                        |
| --- | -------------------- | ----------------- | ----------------- | --------------------------------------------------------------- |
| 1.  | Zbigniew Nadratowski | 11.12.1973        | 22.01.1979        | Polska Zjednoczona Partia Robotnicza                            |
| 2.  | Janusz Owczarek      | 23.01.1979        | 22.05.1990        | Polska Zjednoczona Partia Robotnicza                            |
| 3.  | Janisław Muszyński   | 12.07.1990        | 22.04.1991        | bezpartyjny                                                     |
| 4.  | Mirosław Jasiński    | 20.05.1991        | 4.12.1991         | Porozumienie Centrum                                            |
| 4.  | Mirosław Jasiński    | 15.01.1992        | 25.06.1992        | Porozumienie Centrum                                            |
| 5.  | Janusz Zaleski       | 30.09.1992        | 8.01.1998         | bezpartyjny                                                     |
| 6.  | Witold Krochmal      | 9.01.1998         | 31.12.1998        | Akcja Wyborcza Solidarność (Partia Chrześcijańskich Demokratów) |

## Ludność
| Rok                    | Liczba ludności |
| ---------------------- | --------------- |
| 1975 (31 grudnia)      | 1025,7 tys.     |
| 1976 (31 grudnia)      | 1038,1 tys.     |
| 1977 (31 grudnia)      | 1048,9 tys.     |
| 1978 (spis powszechny) | 1 052 586       |
| 1978 (31 grudnia)      | 1051,9 tys.     |
| 1979 (31 grudnia)      | 1066,1 tys.     |
| 1980 (31 grudnia)      | 1076,2 tys.     |
| 1983 (31 grudnia)      | 1100,4 tys.     |
| 1985 (31 grudnia)      | 1113,9 tys.     |
| 1986                   | 1118,8 tys.     |
| 1987                   | 1121,1 tys.     |
| 1988                   | 1119,2 tys.     |
| 1989 (31 grudnia)      | 1126,3 tys.     |
| 1990 (30 czerwca)      | 1127,3 tys.     |
| 1990 (31 grudnia)      | 1128,8 tys.     |
| 1991 (31 grudnia)      | 1130,7 tys.     |
| 1992 (31 grudnia)      | 1131,6 tys.     |
| 1993 (30 czerwca)      | 1132,7 tys.     |
| 1994 (31 grudnia)      | 1137,3 tys.     |
| 1995 (30 czerwca)      | 1137,3 tys.     |
| 1995 (31 grudnia)      | 1137,7 tys.     |
| 1997 (31 grudnia)      | 1137,3 tys.     |

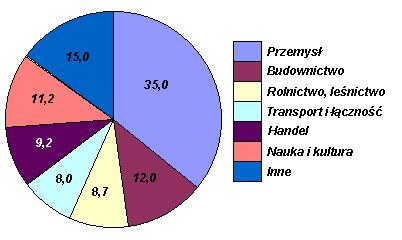
Wykres zatrudnienia w gospodarce z roku 1980

Województwo wrocławskie w 1977 roku liczyło ponad 1040 tys. mieszkańców. Stawiało je na szóstym miejscu w Polsce. Również gęstość zaludnienia poważnie przekraczała średnią ogólnokrajową i wynosiło 166 osób na 1 km². Zjawisko silnego zurbanizowania Dolnego Śląska było także wyraźnie widoczne na tym terenie. Odsetek ludności mieszkającej w miastach przekraczało już 71% (piąte miejsce w skali kraju). Bez wątpienia wpływ na ten wskaźnik miał Wrocław, zamieszkiwany przez ponad 601 tys. osób.
Wśród innych miast wyróżniały się Oleśnica z 33 tys. i Oława z 26 tys. mieszkańców szybko się nadal rozwijające w oparciu o miejscowy przemysł. Pozostałe miasta to Wołów, Brzeg Dolny, Żmigród, Milicz, Twardogóra, Środa Śląska, Sobótka, Wiązów i Strzelin. Stanowiły one zaplecze administracyjne i usługowo-przetwórcze dla lokalnej produkcji rolniczej i leśnej (zwłaszcza w części północno-wschodniej), w mniejszym zaś stopniu ośrodki przemysłowe. Wyraźny wkład w ich ożywienie miało utworzenie kilku filii dużych wrocławskich przedsiębiorstw jak „Pafawagu” w Trzebnicy i Żmigrodzie czy „Elwro” w Bierutowie. Społeczeństwo tutejsze było młode – liczne były małżeństwa, co pociągało za sobą konieczność silnego rozwoju budownictwa mieszkaniowego. Zdecydowana większość mieszkańców województwa wrocławskiego zatrudniona była w zawodach nierolniczych, co wynikało choćby z faktu silnej urbanizacji. Związane są one przede wszystkim z gospodarką uspołecznioną, w której pracowało ponad 431 tys. osób (w tym 196 tys. kobiet). Z liczby tej przemysł wiąże 155 tys. osób. Pozostała część obejmowała pracowników kultury i sztuki, naukowców i służbę zdrowia, administracyjne i inne zawody. Ona decyduje m.in. o zajęciu przez Wrocław poczesnego miejsca wśród polskich ośrodków nauki i kultury. Ludność województwa wrocławskiego była jednolitą zintegrowaną społecznością bez różnic etnicznych. Jedynie w północno-zachodniej części, w okolicach Krzelowa, trzeba zwrócić uwagę na osiedle bieszczadzkich Łemków.

### Największe miasta
Ludność 31.12.1998
- Wrocław – 637 877
- Oleśnica – 38 913
- Oława – 31 911
- Jelcz-Laskowice – 15 601
- Brzeg Dolny – 13 715
- Strzelin – 13 264
- Milicz – 12 593
- Wołów – 12 344
- Trzebnica – 12 259
- Środa Śląska – 9 236

## Wiadomości ogólne

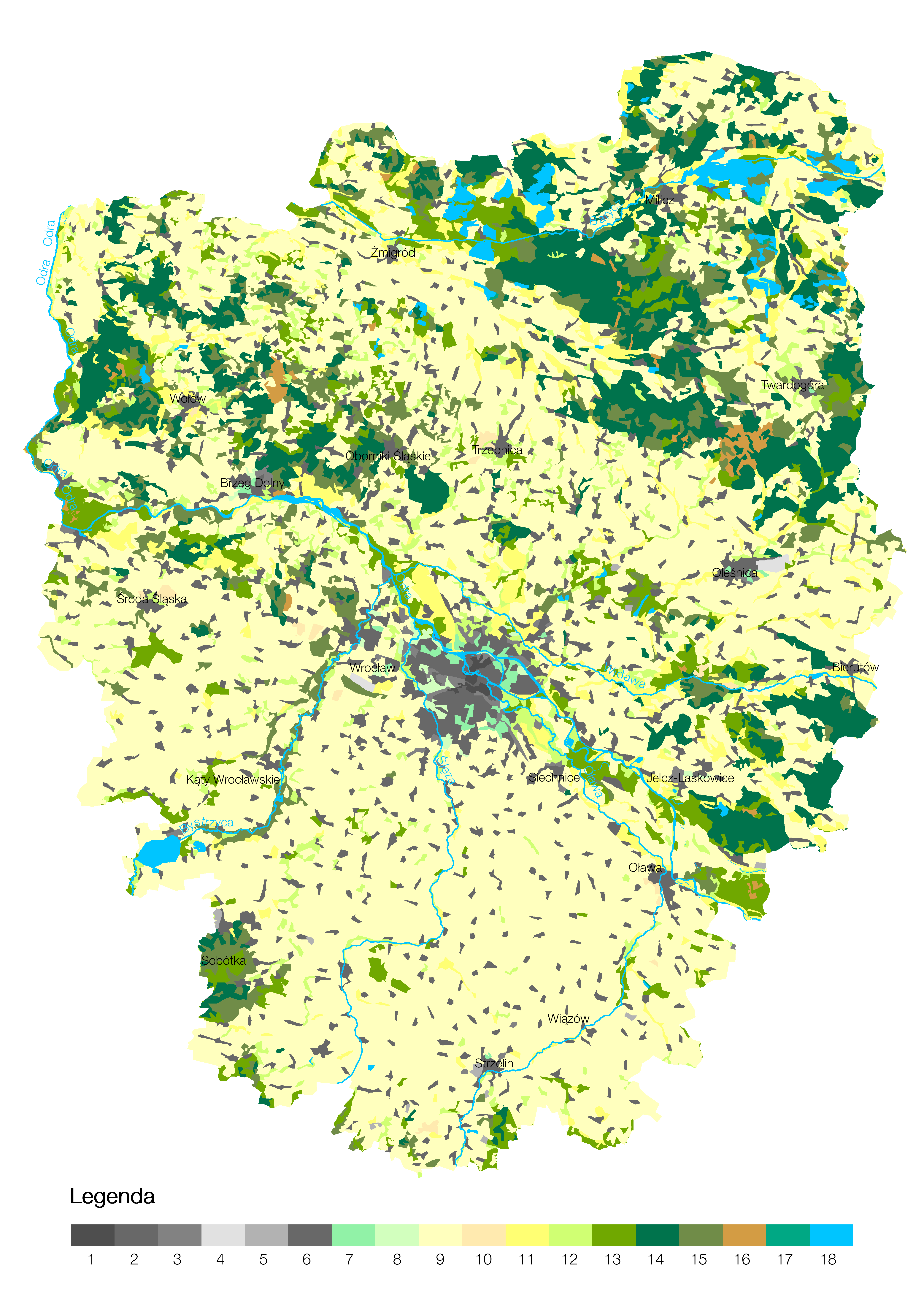
Pokrycie terenu w 1998 roku

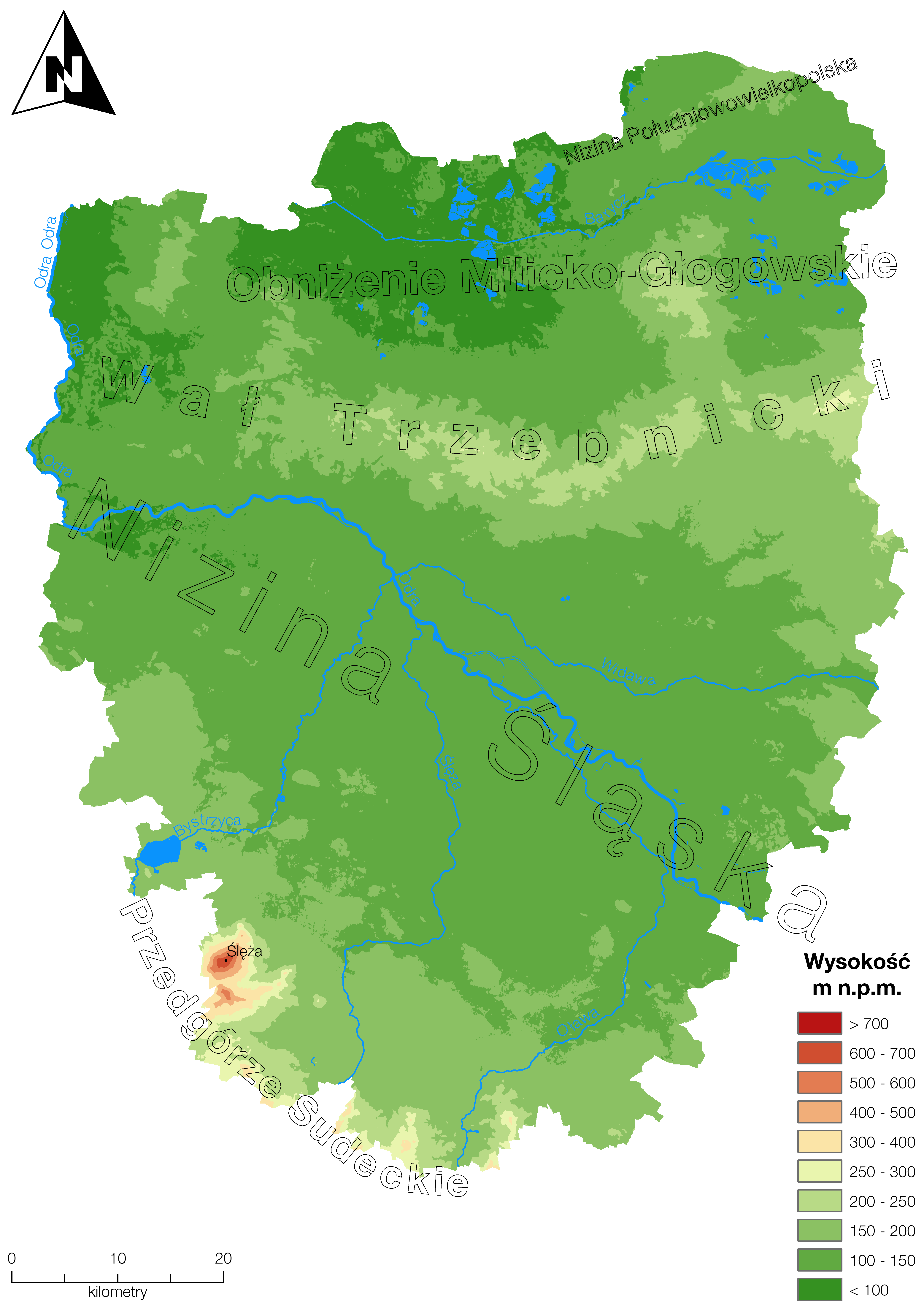
Topografia i hipsometria

Województwo wrocławskie leżało w południowo-zachodniej części kraju, zajmując urozmaicony teren nad środkową Odrą – między doliną Baryczy na północy a pierwszymi wzgórzami Sudetów na południu. Jego usytuowanie geograficzne wyznaczały 16°26′ i 17°35′ długości wschodniej oraz 50°41′ i 51°39′ szerokości północnej. Miało ono kształt zbliżony do trójkąta skierowanego podstawą w kierunku południowym. Otaczały je województwa (od wschodu): opolskie, kaliskie, leszczyńskie, legnickie i wałbrzyskie. Utworzone w 1945 roku województwo wrocławskie zajmowało 24 740 km². Poważnie zmniejszenie jego obszaru nastąpiło w 1950 roku, kiedy to siedem powiatów wyłączono do nowo utworzonych województw zielonogórskiego i opolskiego oraz w 1957 roku, gdy gospodarczy i przestrzenny rozwój Wrocławia upoważnił do utworzenia odrębnego województwa miejskiego. Po kolejnych zmianach administracyjnych w 1975 roku województwo wrocławskie i Wrocław – nadal odrębna jednostka administracyjna, choć połączona odtąd wspólnymi władzami – zajmują 6289 km², czyli 2% powierzchni Polski. Prawdziwy bieg historii tych ziem sprawił, że obszar tych ziem pokrywa się niemal dokładnie z terytorium plemiennych Ślężan – wczesnośredniowiecznego szczepu słowiańskiego, który dał imię całej nadodrzańskiej krainie – Śląskowi. Województwo wsparte było od północy i południa o dwie granice naturalne. Są to Wysoczyzna Leszczyńska i Przedgórze Sudeckie, na które zresztą nieco wkraczało. Podstawowa jednak część województwa wrocławskiego zaliczała się do tzw. niżu śląskiego, w którym wyodrębniają się trzy duże regiony naturalne. Wyraźną, rozległą bruzdę tworzy na północy Obniżenie Głogowsko-Milickie. Powstało ono jak końcowa niecka olbrzymich topniejących czap lądolodu środkowopolskiego stadiału Warty (200–180 tys. lat). Po spłynięciu wielkich mas wody w stronę ówczesnego koryta Odry pradoliną barucko-głogowską, wyłoniły się dwie centralne, wyraźnie zarysowane kotliny – Milicka i Żmigrodzka, o wymiarach ok. 20 × 25 km, rozdzielone wzgórzami Krośnickimi. Kotlina Milicka leży na wysokości 110–117 m n.p.m. Jej oś stanowi podmokłe, zabagnione Obniżenie Grabownickie, zajęte przez dolinę Baryczy. Wznoszą się nad nim nieco Równina Czarnoleska i Równina Kuźnicka, powstałe z glin i iłów. Zachodnią część Obniżenia Milicko-Głogowskiego zajmuje Kotlina Żmigrodzka (80–140 m n.p.m.), wyścielona pospolitymi tu piaskami polodowcowymi i wydmowymi.

## Klimat

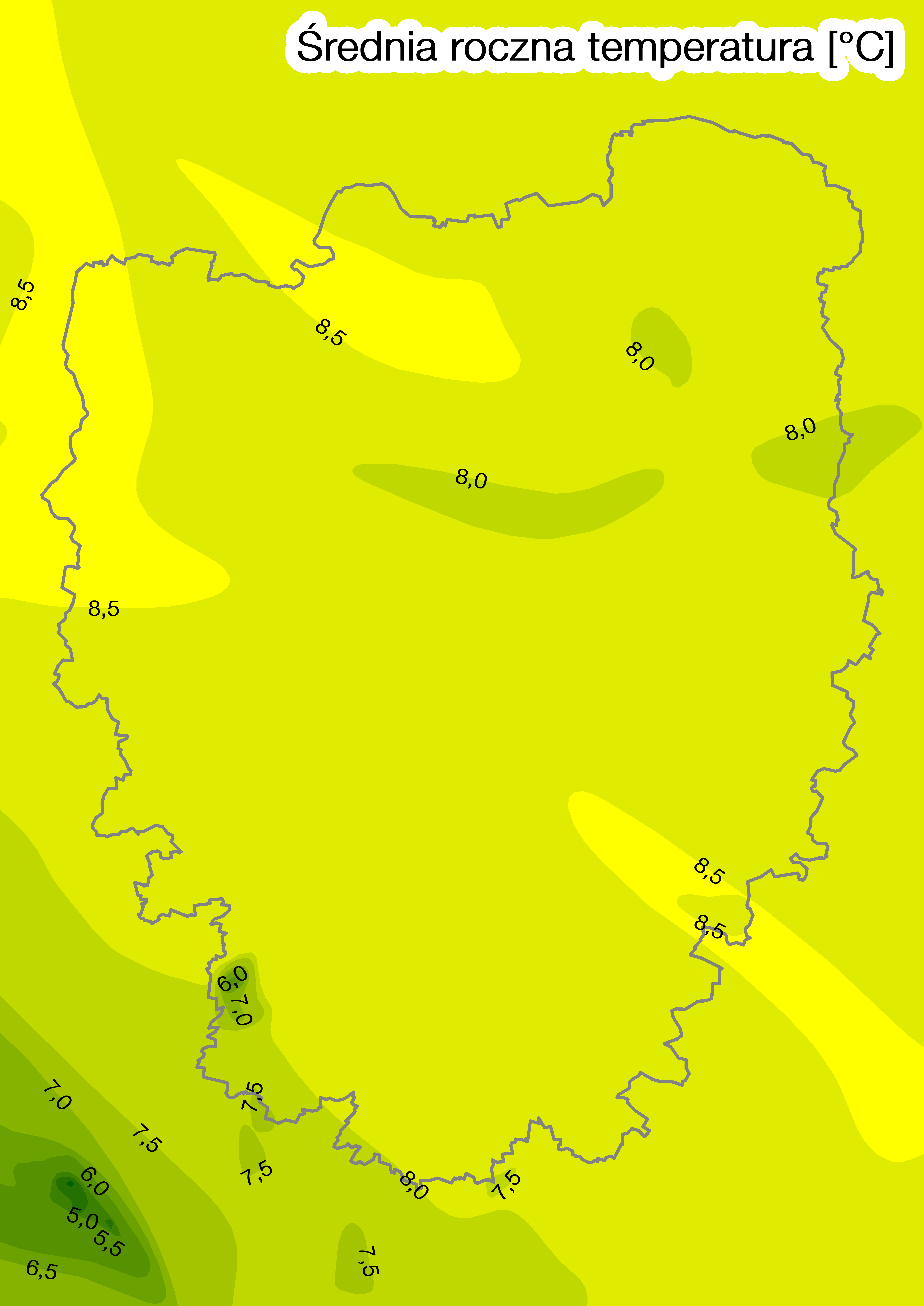
Średnia roczna temperatura
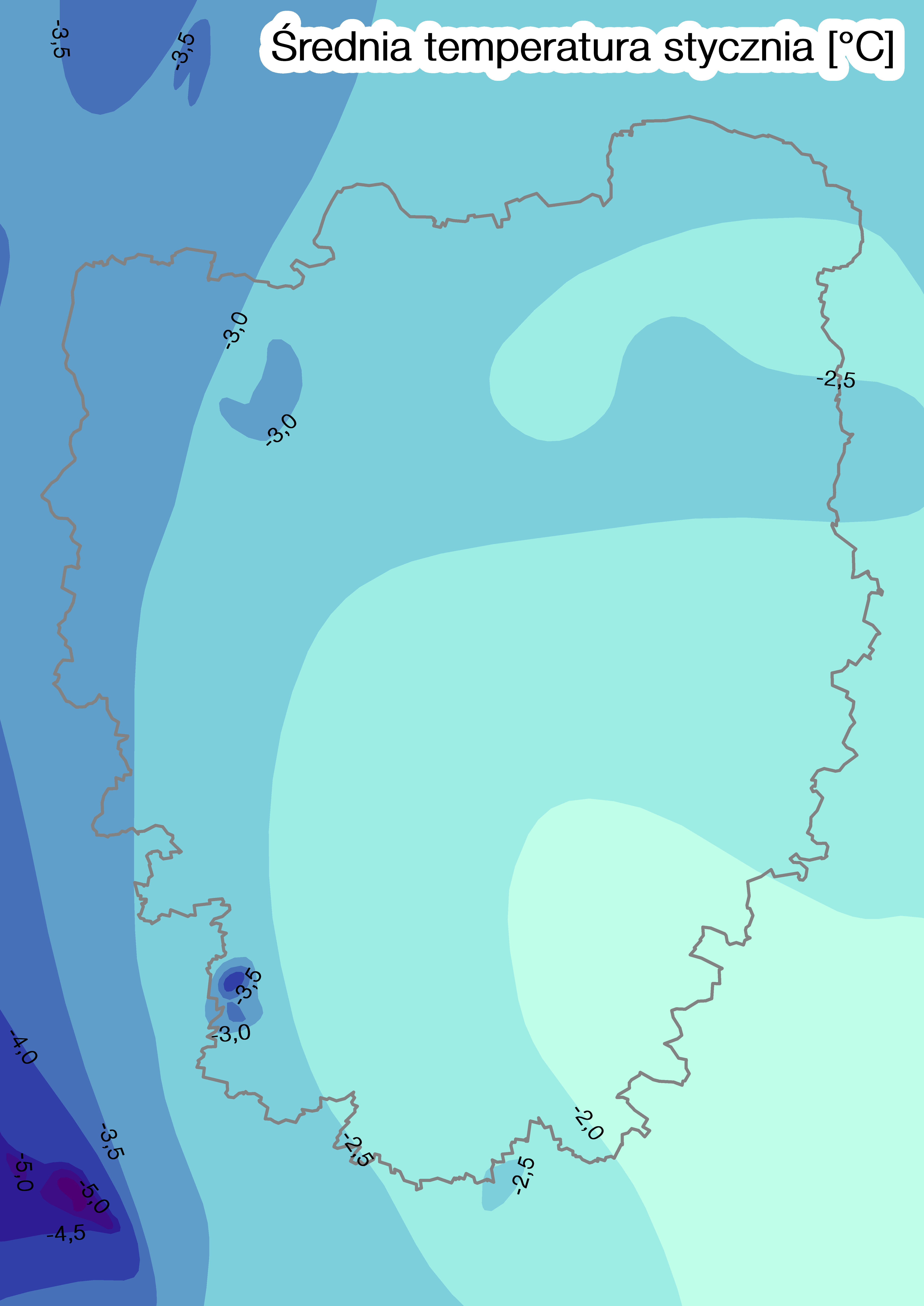
Średnia temperatura stycznia (najzimniejszego miesiąca)
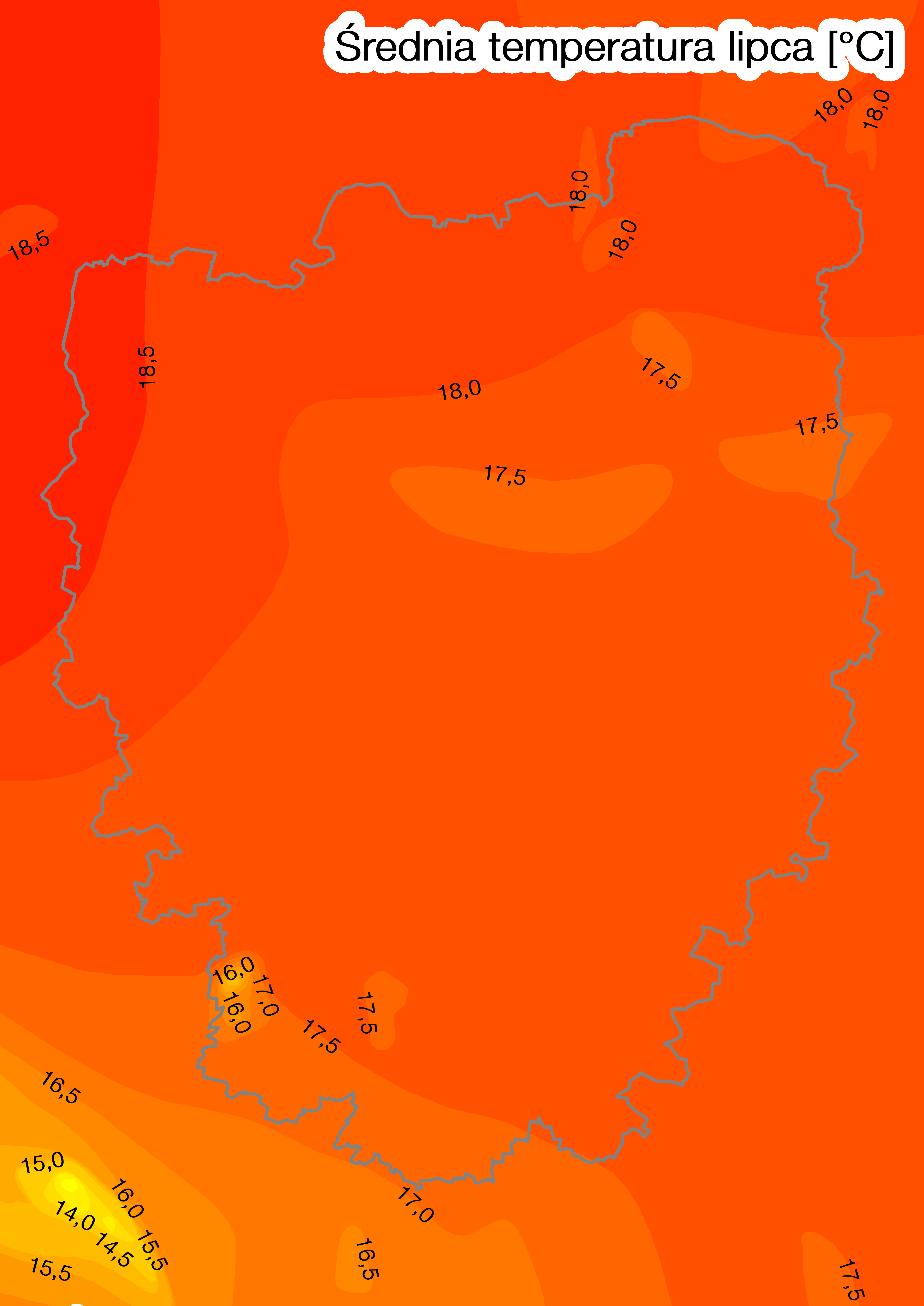
Średnia temperatura lipca (najcieplejszego miesiąca)
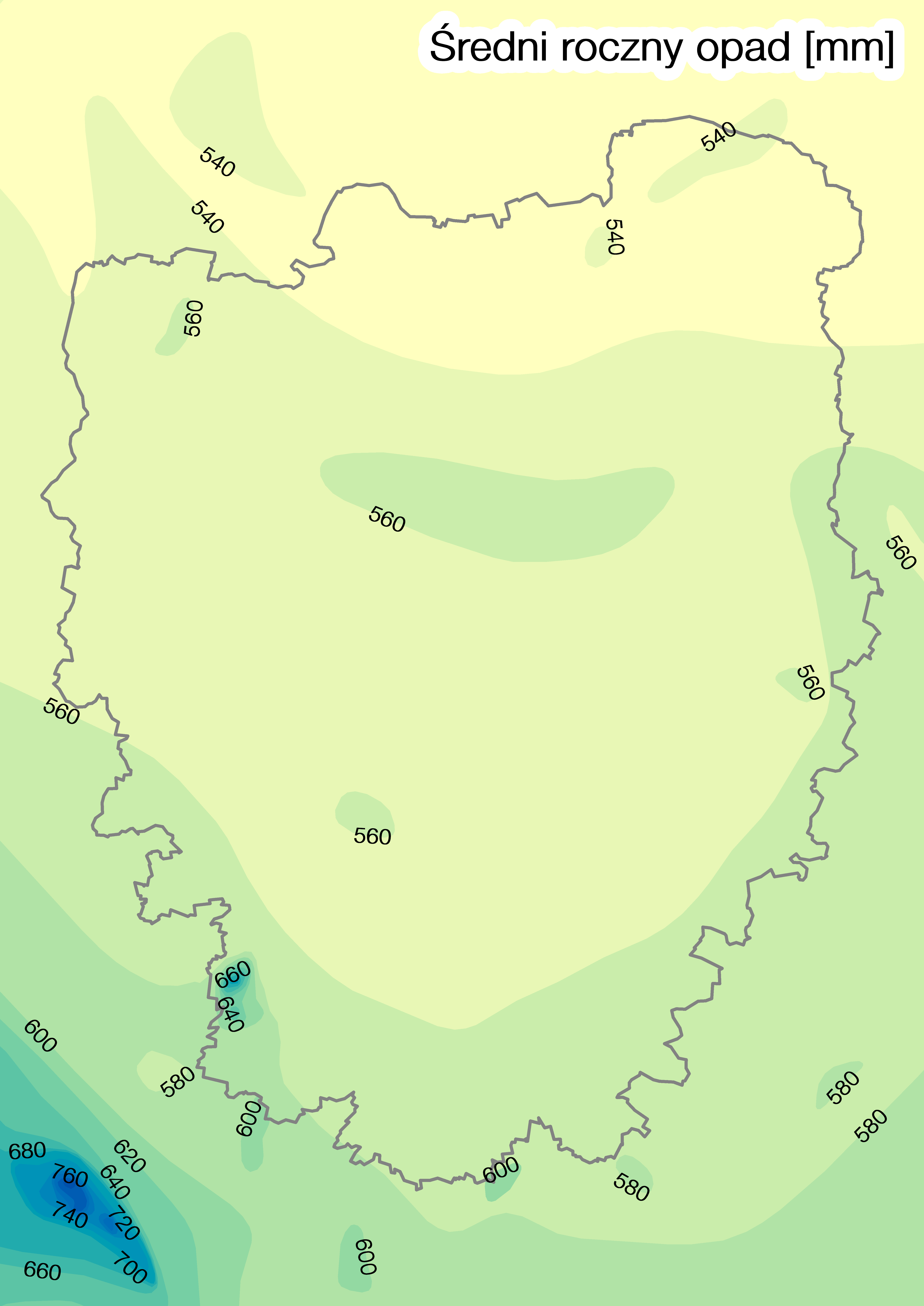
Średnia roczna suma opadu atmosferycznego

Pogodę i warunki klimatyczne na Niżu Śląskim i Przedgórzu Sudeckim kształtują przede wszystkim masy powietrza polarno-morskiego, napływające znad Atlantyku, stąd województwo wrocławskie znajduje się w zasięgu klimatu oceanicznego. Charakteryzuje się on sporą zmiennością pogody, niezbyt chłodną zimą, ale i nie najładniejszym latem. Wiosna, ze średnimi temperaturami dobowymi powyżej 5 °C, pojawia się jeszcze przed końcem marca od strony Niziny Łużyckiej. Lato trwa średnio 15 tygodni, na południe od Wrocławia nieco dłużej. Średnie temperatury w okresie ciepłym (kwiecień-wrzesień) osiągają niemal 15 °C. O ponad 1 °C są one niższe w części północnej województwa ze względu na wzniesienie Wału Trzebnickiego i dużą ilość wód, których parowanie pochłania ciepło w Obniżeniu Głogowsko-Milickim. Już przed 25 października na zachód od Trzebnicy i Milicza spada, zapowiadający zimę pierwszy śnieg. Trwa on najdłużej na północ od Trzebnicy i na Przedgórzu Sudeckim – 10–12 tygodni, zaś na zachód od Wrocławia poniżej 9 tygodni. Śniegu jest niewiele: jego opady notuje się przez mniej niż 40 dni. Leży też przeważnie krótko. Nie bez znaczenia jest tu jednak fakt, że aż po Wrocław sięgają wpływy fenu – górskiego wiatru z południowego zachodu. Po przekroczeniu bariery Sudetów spada on gwałtownie na dół, znacznie ocieplając, topiąc śnieg lub wysuszając glebę w okresie wiosenno-letnim. Tylko wzgórza Trzebnickie stanowią osłonę przed cieplejszymi masami powietrza, stąd za nimi przeważnie śniegu jest więcej. Opady atmosferyczne są dość wyrównane na całym terenie i wynoszą w skali rocznej 500–600 mm. Ich ilość zwiększa się na Wzgórzach Trzebnickich (ponad 620 mm) i Przedgórzu Sudeckim, osiągając ponad 700 mm. Są to często deszcze ulewne, gdyż rocznie notuje się na Nizinie Śląskiej blisko 23, a na Ślęży aż ponad 36 dni z burzami. Wpływ klimatu kontynentalnego wyraża się w rozkładzie rocznym opadów. Najwięcej (14–16 mm) jest ich w lipcu, zaś najmniej – (nieco ponad 4 mm) w lutym.